# 홍성 홍주읍성
홍성 홍주읍성(洪城 洪州邑城)은 충청남도 홍성군 홍성읍에 있는 읍성이다. 1972년 10월 14일 대한민국의 사적 제231호 홍주성(조양문, 아문, 산성)으로 지정되었다가 2011년 7월 28일 홍성 홍주읍성으로 명칭변경되었다.
현재의 성은 조선 문종 1년(1451년)에 수축한 것으로 길이 약 1,772m의 성벽 중 약 800m의 돌로 쌓은 성벽의 일부분과 동문인 조양문(朝陽門), 동헌인 안회당(安懷堂), 여하정이 남아있다. 서쪽에 경의문(景義門), 북쪽에 망화문(望華門)이 있었으나, 일제강점기에 소실되었다.

## 개요
충남 홍성군에 있는 읍성으로, 길이 약 1,772m의 성벽 중 약 800m의 돌로 쌓은 성벽의 일부분이 남아있다. 처음 지어진 연대는 확실히 알 수 없으며, 『세종실록지리지』에 홍주성의 둘레와 여름과 겨울에도 마르지 않는 샘이 하나 있다는 기록만 있을 뿐이다.
왜구의 침입이 예상되는 고을의 읍성을 새로운 격식에 맞추어 쌓게 되었던 조선 세종 때에 처음 쌓기 시작하여 문종 1년(1451)에 새로 고쳐 쌓았다. 당시 성의 규모는 둘레가 4,856척(약 1.5km), 높이는 11척(약 3.3m)이며 문은 4개가 있었고, 여장·적대 등의 여러 시설이 설치되었으며 안에는 우물 2개가 있었다고 한다.
동문인 조양문은 현재까지 남아있고 1975년 복원한 것이다. 아문은 조양문의 문루를 설치할 때 함께 세운 것이며 ‘홍주아문’이란 글씨는 흥선대원군이 직접 썼으나 현재 남아있지 않다. 우리나라 아문 중에서 가장 크고 특이한 형태를 지니며 조선시대 관아의 구조와 형태를 살필 수 있는 자료가 된다. 1905년 을사조약 체결에 반대하여 의병을 일으킨 민종식 등이 이 성에 주둔하고 있던 일본군을 공격하여 덕산으로 격퇴시킨 일이 있다.
이 곳은 삼국 시대부터 조선 시대에 이르기까지 읍성으로 이어졌으며, 조선 초기 새로운 형식에 의해 쌓은 성이 남아있다는 점에서 가치가 있다.

## 같이 보기
- 홍주성 수성비 - 충청남도 문화재자료 제166호

## 참고 자료
- 홍성 홍주읍성 - 국가유산청 국가유산포털